# Caio (Gwinei Bissau)
Caio – miasto w Gwinei Bissau, w regionie Cacheu.